# Euxoa tristis
Euxoa tristis är en fjärilsart som beskrevs av Otto Staudinger 1898. Euxoa tristis ingår i släktet Euxoa och familjen nattflyn. Inga underarter finns listade i Catalogue of Life.